# Apaches (sèrie de televisió)
Apaches és una sèrie d'una sola temporada basada en el llibre homònim i adaptada pel seu propi autor, Miguel Sáez Carral. Va ser produïda per New Atlantis per a Antena 3 i es va estrenar el 8 de gener de 2018. És protagonitzada per Alberto Ammann, Paco Tous, Verónica Echegui i Eloy Azorín, entre d'altres. Des de setembre de 2017, la sèrie es distribueix internacionalment a través de Netflix.

## Argument
La història, ambientada al barri de Tetuán de Madrid dels anys 1990, comença quan Miguel, un jove i prometedor periodista, ha d'abandonar la seva acomodada existència per a treure la seva família de la ruïna i venjar el seu pare, víctima de l'avarícia d'uns socis que l'estafen i que estan a punt d'acabar amb la seva vida.

## Repartiment
- Alberto Ammann com a Miguel
- Verónica Echegui com a Carol, xicota d'"El Chatarrero"
- Paco Tous com a Alfredo Medina "El Chatarrero"
- Eloy Azorín com a Sastre, amic del Miguel
- Lucía Jiménez com a Teresa, germana del Miguel
- Claudia Traisac com a Vicky, germana del Miguel
- Ingrid García-Jonsson com a Miranda, xicota d'en Sastre
- Elena Ballesteros com a Cris, xicota del Miguel
- Lluís Soler com a Miguel Martos, pare del Miguel
- Antonio Dechent com a padre d'en Sastre
- Críspulo Cabezas com a Dela
- Marta Castellote com a Asun, xicota del Dela
- Tamar Novas com a "El flaco"
- Susana Córdoba com a Carmen, mare del Miguel
- Pablo Turégano com a Agus
- Edgar Costas com a Boris
- Nerea Barros com a Silvia, xicota de l'Agus
- Juan Gea com a Pastor, joier
- Gustavo Rojo com a Miguel de jove
- David López Gil com a Sastre de jove
- María de Nati com a Carol de jove
- Álvaro Villaespesa com a Sastre de nen
- Iván Luengo com a Miguel de nen
- Petra Martínez com a Rosa
- Juan Margallo com a marit de la Rosa
- Fernando Soto com a Santos
- Esmeralda Moya com a Ana
- Miguel Hermoso Arnao com a Tito

## Temporada i episodis

### Temporada
| Temporada | Temporada | Episodis | Emissió original   | Emissió original   | Audiència mitja | Audiència mitja | Audiència mitja |
| Temporada | Temporada | Episodis | Primera emissió    | Última emissió     | Espectadors     | Quota           |                 |
| --------- | --------- | -------- | ------------------ | ------------------ | --------------- | --------------- | --------------- |
|           | 1         | 12       | 8 de gener de 2018 | 26 de març de 2018 | 1 310 000       | 8,5%            |                 |

### Episodis
| Núm. | Títol                          | Direcció           | Guió                | Data d'emissió original |
| ---- | ------------------------------ | ------------------ | ------------------- | ----------------------- |
| 1    | «La mala suerte»               | Daniel Calparsoro  | Miguel Sáez Carral  | 8 de gener de 2018      |
| 2    | «La verdad por delante»        | Daniel Calparsoro  | Carlos Montero      | 15 de gener de 2018     |
| 3    | «Lealtad»                      | Daniel Calparsoro  | María López Castaño | 22 de gener de 2018     |
| 4    | «Veinte calles»                | Daniel Calparsoro  | Miguel Sáez Carral  | 29 de gener de 2018     |
| 5    | «La ley del barrio»            | Alberto Ruiz Rojo  | María López Castaño | 5 de febrer de 2018     |
| 6    | «Verano indio»                 | Alberto Ruiz Rojo  | Carlos Montero      | 12 de febrer de 2018    |
| 7    | «Desfortuna»                   | Alberto Ruiz Rojo  | Miguel Sáez Carral  | 19 de febrer de 2018    |
| 8    | «Un lugar en el mundo»         | Alberto Ruiz Rojo  | Carlos Montero      | 26 de febrer de 2018    |
| 9    | «La despedida»                 | Miguel Ángel Vivas | María López Castaño | 5 de març de 2018       |
| 10   | «Una piedra en el corazón»     | Miguel Ángel Vivas | Miguel Sáez Carral  | 12 de març de 2018      |
| 11   | «La noche de los cristales»    | Miguel Ángel Vivas | María López Castaño | 19 de març de 2018      |
| 12   | «El hombre que realmente eres» | Miguel Ángel Vivas | Miguel Sáez Carral  | 26 de març de 2018      |